# Adolf Walewski
Adolf Leopold Walewski, urodzony jako Adolf Leopold Walek, znany też jako Adolf Wal(l)ek-Walewski (ur. 18 stycznia 1852 we Lwowie, zm. 4 grudnia 1911 tamże) – polski aktor, dramatopisarz i reżyser teatralny. Występował i wystawiał sztuki przede wszystkim w Krakowie i we Lwowie. Jako reżyser Teatru Miejskiego w Krakowie przygotował prapremiery sztuk Stanisława Wyspiańskiego: Wesele (16 marca 1901), Wyzwolenie (28 lutego 1903), Bolesław Śmiały (7 maja 1903). Był także reżyserem Dziadów Adama Mickiewicza (premiera 31 października 1901) i Nocy listopadowej Wyspiańskiego (premiera 29 listopada 1910).

## Życiorys
Był synem radcy namiestnictwa we Lwowie Adolfa Walka i Karoliny z Krenthów. Mimo tego, że seplenił i był niewysoki, w 1871 roku ukończył szkołę dramatyczną we Lwowie, a 16 czerwca tego roku zadebiutował na scenie jako Piotr w sztuce Włóczęga. W latach 1871–1872 występował w Poznaniu, a w latach 1872–1873 we Lwowie. Po odbyciu trzyletniej służby w wojsku ponownie występował we Lwowie (w latach 1876–1900),  grając role charakterystyczne, także w repertuarze komediowym. Powodzenie przyniosły mu role biedaków, budzących jednocześnie śmiech i współczucie. Począwszy od 1881 roku reżyserował również przedstawienia w Teatrze Skarbkowskim.

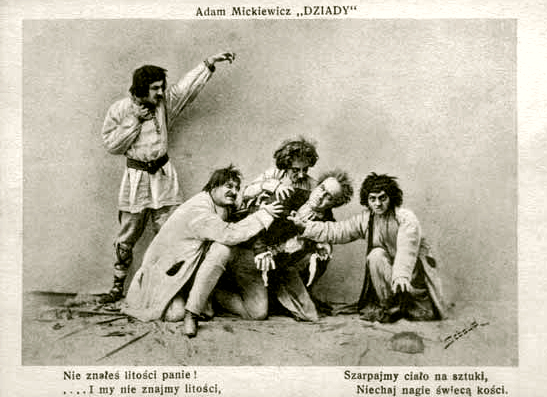
Pocztówka ze sceną z Dziadów Adama Mickiewicza w reżyserii Adolfa Walewskiego.

W 1900 roku przeniósł się do Teatru Miejskiego w Krakowie, którym kierował Józef Kotarbiński. Walewski był aktorem i reżyserem tego teatru do 1905 roku. Największą sławę przyniosła mu współpraca ze Stanisławem Wyspiańskim. Szczególnie dużo uwagi i komentarzy poświęcono jego prapremierze Wesela (16 marca 1901). Zdaniem Leona Schillera sztuka „wyreżyserowała się sama”, gdyż Wyspiański, zajęty dekoracjami, kostiumami i światłem, nie prowadził zespołu, a Walewski (który występował też w Weselu jako Nos) siedział milcząc obok stolika suflera i rzadko interweniował. Krytycy zarzucali Walewskiemu brak zrozumienia dla tekstu i estetyki Wesela, lecz niektórzy, jak Adam Grzymała-Siedlecki, podkreślali, że działania reżysera nie były przypadkowe:

Nie Walewski, lecz Wyspiański dał przedstawieniu kościec i oblicze. Walewski z pełną lojalnością spełnił czynności raczej asystenta, obdarzonego pewną swobodą działania zawsze uzgodnionego z Wyspiańskim.

Ludwik Solski wzorował się na prapremierze krakowskiej, wystawiając kilka miesięcy później sztukę we Lwowie, a po nim inni reżyserzy starali się dorównać legendzie pierwszego przedstawienia.
Pisarka Gabriela Zapolska tak wypowiedziała się na temat Walewskiego:

Pan Walewski, dzielny i inteligentny reżyser, niezmordowany pracownik, jest nieocenionym skarbem dla sceny krakowskiej. Cichy, spokojny, gorliwy, pracuje i idzie na czele artystów, którzy coraz piękniej coraz szlachetniej rozwijają swe bogate talenta.

W latach 1906–1911 ponownie występował jako aktor i reżyserował sztuki we Lwowie, a wraz z zespołem teatru lwowskiego udał się w 1910 roku na występy do Wiednia. Grał także na prowincji w przedstawieniach dla robotników. W listopadzie 1911 obchodził 40-lecie pracy aktorskiej, a w grudniu 1911 we Lwowie. Został pochowany na Cmentarzu Łyczakowskim.
Jego żoną była sopranistka Joanna Maria z Gellów. Mieli dwóch synów: Mariana oraz Bolesława (kompozytora i dyrygenta) oraz dwie córki: Anielę i Annę (aktorkę, śpiewaczkę i rzeźbiarkę).
Był autorem kilkunastu sztuk, w tym dramatów Hulaj dusza (1888) i Królowa Tatr (1904) oraz komedii: Koniki polne (1889), Między nami nic nie było (1891), Farbiarze (1897), Na cel dobroczynny (1897), Złote kołnierze (1898). Adaptował na scenę powieści – m.in. Krzyżaków Henryka Sienkiewicza w ośmiu obrazach zatytułowanych Zbyszko i Danusia (1902). Przetłumaczył z języków francuskiego i włoskiego około czterdziestu sztuk scenicznych, a także wydał tom studiów Teatr u nas i u obcych (Lwów, 1893).